# Rimella
Rimella je italská obec v provincii Vercelli v oblasti Piemont.
K 31. prosinci 2011 zde žilo 136 obyvatel.

## Sousední obce
Bannio Anzino (VB), Calasca-Castiglione (VB), Cravagliana, Fobello, Valstrona (VB)